# César Bernardo Dutra
César Bernardo Dutra, meglio noto solo come César (Rio de Janeiro, 27 gennaio 1992), è un calciatore brasiliano, portiere del Boavista.

## Carriera
Nel 2011 con la nazionale Under-20 brasiliana ha preso parte al vittorioso campionato mondiale, senza scendere in campo.

## Palmarès

### Club

#### Competizioni nazionali
- Campionato brasiliano: 2

Flamengo 2019, 2020
- Supercoppa del Brasile: 1

Flamengo: 2020

#### Competizioni internazionali
- Coppa Libertadores: 1

Flamengo: 2019
- Recopa Sudamericana: 1

Flamengo: 2020

### Nazionale

#### Competizioni giovanili
- Campionato mondiale Under-20: 1

Colombia 2011